# Shadow of a Doubt
Shadow of a Doubt (bra: A Sombra de uma Dúvida; prt: Mentira!) é um filme de longa-metragem estadunidense de 1943, dirigido por Alfred Hitchcock.
Shadow of a Doubt foi rodado em preto e branco e é considerado um exemplar do que ficou sendo chamado de film noir. É tido como um clássico do cinema hollywoodiano, e o próprio Hitchcock teria declarado que era um dos seus preferidos dentre os filmes que dirigiu.
Também foi considerado culturalmente relevante pela Biblioteca do Congresso Americano e selecionado como parte do acervo do National Film Registry. Em 1958 foi refilmado como Step Down to Terror e apresenta influência temática considerável na produção Blue Velvet, de David Lynch.

## Sinopse
O filme relata a trajetória da jovem Charlotte "Charlie" Newton, à medida que ela desvenda o passado criminoso de seu tio Charlie, o vilão da trama, bastante querido por ela, por seus familiares e pela comunidade na cidade em que vivem. No início, a sobrinha Charlie idolatra o tio, mas começa a achar estranho seu comportamento quando dois investigadores, que dizem ser entrevistador e fotografo, chegam a casa da família para entrevistar e tirar fotos para uma pesquisa. Ao decorrer do filme Charlie descobre que seu tio é o assassino das três viúvas ricas. 

## Elenco
- Teresa Wright .... Charlotte "Charlie" Newton
- Joseph Cotten .... tio Charlie
- Macdonald Carey .... detetive Jack Graham
- Henry Travers .... Joseph Newton
- Patricia Collinge .... Emma Newton
- Hume Cronyn .... Herbie Hawkins
- Wallace Ford .... detetive Fred Saunders
- Edna May Wonacott .... Ann Newton
- Charles Bates .... Roger Newton

## Principais prêmios e indicações
Oscar 1944 (EUA)
- Indicado na categoria de melhor roteiro original.[carece de fontes?]